# Loxosceles reclusa
A Loxosceles reclusa, comummente conhecida como aranha-violinista ou aranha-reclusa-castanha, é uma espécie de aranha araneomorfa da família Sicariidae, capaz de infligir mordeduras venenosas proteolíticas com consequências significativas para o ser humano.

## Distribuição
A espécie tem uma distribuição natural ampla na parte leste da América do Norte, desde o norte do México até à Nova Inglaterra, em habitats abrigados e húmidos, nomeadamente entre pedras, madeira ou lenhas deixadas no exterior ou em recantos húmidos e escuros de edifícios.

## Descrição
Este aracnídeo pode apresentar entre 6–20 mm de comprimento, raramente maior, com coloração entre o castanho-claro e o bege, mas podendo apresentar tons de castanho mais escuros. Pauta-se, ainda, pelas pernas finas e pela epónima mancha em forma de violino no cefalotórax.

## Dieta
A aranha-reclusa-castanha é uma espécie insectívora, que se costuma alimentar à noite. Ao contrário do que fazem outras espécies de aranhas, que se servem de venenos de acção neurotóxica, a aranha-reclusa-castanha injecta as presas com veneno de acção hemolítica.